# Ptichodis bistrigata
Ptichodis bistrigata är en fjärilsart som beskrevs av Jacob Hübner 1818. Ptichodis bistrigata ingår i släktet Ptichodis och familjen nattflyn. Inga underarter finns listade.